# ホワイトカラー (テレビドラマ)
『ホワイトカラー』（原題：英: White Collar）は2009年から2014年にかけて放送されたアメリカ（USAネットワーク）のテレビドラマ。
日本語版は日本でDlifeとAXNミステリー(のちにAXN 海外ドラマへ移動)で放送されている。地上波ではTBS(2011年12月6日 - 2012年2月14日)、ABC朝日放送、メ〜テレでシーズン1が、テレビ東京『ランチチャンネル』（当初は月 - 木曜枠、2015年4月以降は月 - 金曜枠）でも2014年10月2日から12月26日までシーズン1〜3が、2015年5月8日から5月29日までシーズン4が、2017年9月5日から10月5日までシーズン5・6が放送された。
日本語版の当初の題名は『WHITE COLLAR 天才詐欺師は捜査官』だったが、2011年秋のDVD-BOX発売に合わせ現在の題名に変更された。また、「天才詐欺師は捜査官」に代わってFOXチャンネルが紹介する場合「“知的”犯罪ファイル」の副題が付く場合もある。

## あらすじ
収監中の天才詐欺師ニール・キャフリーは恋人のため脱獄を果たすが、間もなく知能犯専門チームのFBI捜査官ピーター・バークに捕まる。4年の刑期延長に対し、ニールはピーターに捜査に協力する代わりに自由にして欲しいと取引を持ちかける。ピーターは取引を承諾し、ニールは知的犯罪捜査のコンサルタントになる代わり制限付きの自由を与えられる。
ニールはピーターと協力し、自身の経歴を生かした助言や、時に培ったテクニックを駆使してニューヨークに蔓延する知的犯罪を解決していく一方で、彼自身の問題を解決していく。

### シーズン1
ニールはFBIの捜査に協力しつつ、ピーターとの約束を無視してまで恋人ケイトの行方を捜し続ける。やがて彼女に繋がるオルゴールの存在を知り、ニールは昔馴染みの女泥棒アレックスにオルゴールについて尋ねる。FBIに協力していることから当初は断られるも、ニールは彼女の信頼を得てオルゴールがイタリア領事館にあることを聞き出す。1人で盗み出そうとするニールに対し、アレックスは自分も加わるという。アレックスの背後にはピーターと敵対するOPR（職務管理局）のファウラーがおり、彼もオルゴールを狙っていた。
何とかオルゴールを手に入れたニールだったがその正体は掴めない。ニールはファウラーにオルゴールを引き渡し、その代わりに自分とケイトは表向きOPR勤務（メンター）に転属という形で、国外逃亡する取引をかわす。一方、ニールの行方を追っていたピーターはダイアナと共にファウラーを探り、彼からニールの居場所を聞き出す。
ハドソン川の飛行機格納庫でニールと再会したピーターは彼を引きとめようとする。しかし、ケイトとの新しい生活を夢見るニールは、ピーターとの友情を認めつつ断る。だが、その瞬間、ニールが搭乗するはずだった飛行機は爆発炎上し、先に乗っていたケイトは死亡する。

### シーズン2
爆破事件に関与していると疑われたニールは再び収監される。事情を知るファウラーは失踪し、OPRもメンターの存在を否定する。ピーターもニールの監督不行で司法省から取り調べを受けるはめとなる。2ヵ月後、ピーターは再度ニールに取引を持ちかける。ケイトの死の真相を知りたいニールは条件を飲み、2人は再び知的犯罪を追う。
密かにオルゴールを奪取していたピーターは、ダイアナと共にオルゴールの正体を探り始める。しかし、オルゴールの謎は解明できず、やがてニールにも所在がバレてしまう。ニールはアレックスの鍵を使ってオルゴールに隠されていた暗号と思われる図面を見つけ出す。ニールは暗号の謎を解くため、アレックスに接触を試みたりするが上手くいかない。一方、ピーターはファウラーを捕まえることに成功するが、ファウラーは謎の黒幕に脅されていただけであった。さらにモジーが暗号解読を依頼した日本人骨董商も殺害され、モジー自身もファウラーと黒幕の仲介人ラーセンに撃たれる。
やがて暗号の正体はアンテナの設計図で、黒幕はかつてニールが標的にしたアドラーであることが判明する。アンテナは、沈没したナチスの潜水艦の救難信号を受信するためもので、ナチスが略奪した財宝が積まれていた。アドラーの狙いはこの財宝だった。
アドラーは暗号製作者の孫であったアレックスを誘拐、さらにニールとピーターも拘禁する。そしてニールとピーターに引き上げた潜水艦に施された爆弾を解除するよう命令する。2人は爆弾を解除するがアドラーの目を盗んでモジーやサラに向けて救難信号を発信する。アドラーに処刑される直前、サラ達の救援でニール達は危機を脱する。
FBIはアドラー及び、彼のアジトの捜索を始める。だが、ニールはピーターを出し抜き、一足早くアドラーを追い詰める。アドラーは飛行機爆破の真相を明かすが、その瞬間財宝がある倉庫が爆破される。逆上したアドラーはニールを殺そうとするが間一髪でピーターが現れアドラーを射殺する。ピーターはニールが倉庫を爆破したと疑うが、彼は否定し、疑われたことに激しい怒りを示す。
ニールが家に帰るとある場所の地図と鍵が届けられていた。そこに赴くと爆破されたはずの財宝があった。

### シーズン3
倉庫の爆破現場でニールが描いていた絵に似た燃え残りを拾ったピーターはニールを執拗に疑い続ける。一方ニールは倉庫に隠された宝はモジーが盗み出したことを本人より告げられ、2人でFBIやニューヨークから逃げようと持ちかけられる。FBIはアドラーが狙っていたナチスの宝が記された積み荷目録の一部を手に入れ、ピーターはダイアナと2人極秘に調査を進め、目録の宝が裏世界の市場に出品されれば犯人を取り締まれると意気込む。徐々にニールの周りにも捜査の手がおよび始める。目録の存在を知り、市場に売りに出せなくなったニールはピーターが自宅の金庫に隠している目録のコピーを自宅に侵入して手に入れるが、本当にここから逃げていいのか悩み始め、モジーに目録を手に入れたことを伏せる。それを知らないモジーはニールの元相方のマシュー・ケラーによって友人を殺されたことに激怒し、目録に載っているドガの絵を市場で売買し、その売り上げでケラーの殺害を全国の殺し屋に依頼する。目録の存在を知っているニールはモジーの勝手な行為に激怒し、モジーは目録の存在を自分に隠していたニールに不快感を露にし、2人はすれ違い始める。ドガが売りに出されたことで、ニールへの疑いの目を強めたピーターはニールをドガを取り戻すための捜査に参加させながらも、重要事項をニールに伏せ始める。ドガの買い手を特定したニールとモジーはドガを奪還し、贋作とすりかえる計画を立て、何とか成功する。
だが、その後ピーターの妻エリザベスがケラーに誘拐され、ピーターにニールが隠し持っているナチスの財宝を自分に渡すように要求される。ニールはエリザベスのためにピーターに真実を告げる。だが、ニールが倉庫を訪れたときには既にモジーが全ての財宝を運び終えた後だった。ニールはモジーと連絡をとり、モジーもお世話になっているエリザベスのためという理由もあり、ケラーに財宝を渡したふりをすることに協力する。邪魔者を殺すことも辞さないケラーに注意をしながらもモジーが運び出した財宝をトラックで運び出すことに成功したニールとケラーだが、ケラーはニールとFBIを完全には信用しておらず、ニールを襲う。だが、間一髪のところでピーターが助けに入り、ケラーはニールの放った拳銃の弾を足に受けそのまま逮捕される。
その後、ニールはピーターに自首する意思を伝えようとしたが、ピーターがケラーの取調べの映像を流し、「俺が全部やった。ロシアにナチスの略奪財宝を返還するためにやった」というケラーのウソの供述をニールに聞かせる。さらにケラーの逮捕への貢献なども考慮され、FBI当局はニールの特別恩赦を受け、ついに足首のGPSを外し、自由の身を手に入れられる可能性も出てきた。しかし、ワシントンからやってきたピーターの先輩でもあるクレイマーはニールの恩赦を快く思っておらず、ニールの経歴などを細かく調査し始める。ニールはかつて自分が盗み、ケイトに暗号を散りばめた手紙からラファエロの絵を盗んだことがクレイマーにばれそうになっていることを知り、ラファエロの絵をサラに渡すため、暗号の指し示す人物エレン・パーカーの元へ向かう。エレンはかつて警官だったニールの父の元相棒であり、そして父の汚職を告発した人物だったが二人の間に敵意はなく、ニールはラファエロを受け取ってサラの元へと向かう。
モジーやダイアナの手を借りてクレイマーの追っ手を振り切り、ラファエロをサラに渡してクレイマーに辛酸を舐めさせたニールだが、クレイマーはなんとしても減刑にさせないため、横断歩道のない道路を渡ったなどの軽犯罪を用いてニールを強引に逮捕しようとする。それをピーターの視線で読み取ったニールはその場を逃走、審問会で自由の身を手に入れる前にGPSのアンクレットを外し、モジーと逃走してしまう。

### シーズン4
逃亡後、ニールはモジーとともにカーボベルデで島を牛耳る大物ドブズに大金を渡して、身の安全を保障してもらい気ままに暮らしていた。一方ピーターはエレンと接触し、秘密の連絡手段を教えてもらい、逃亡犯となったニールを追うコリンズ捜査官についてニールに警告をする。コリンズはバーク家に押し入りニールを居場所を知ると飛行機で向かったため、ピーターも後を追い、ニールと再会する。そして、ドブズがFBI指名手配犯であったため、FBIにニールの減刑を持ちかける。結果的にはコリンズの手柄という形にはなったが、ニールには感謝状が贈られ仕事に復帰することとなる。帰国後、エレンはニールに警察学校の同期のサムに会うよう勧めるが、その後何者かに殺害されてしまう。サムとの接触になんとか成功したニールだが、そのサムこそが自身の実の父親であることを知る。そして、FBIとの協力の末、エレンを殺害した犯罪者フリンを逮捕したが、移送中に刺殺される。移送を指示したプラット議員はかつてサムと勤務したこともある人物であったため、ニールたちは彼を黒幕、および汚職警官であると確信する。その一方で、エレンの部屋から珍しい鍵の入ったロケットが発見される。ニールは鍵がNYの街並みの形で、これは地図だと気づき、その地図にはエンパイア・ステート・ビルが刻まれていないことに気付き、警備会社社G・ムーアの顧客がエンパイア・ステート・ビル50階にあると突き止め、そこにエレンの集めた証拠が隠されていると確信する。

### シーズン5
シーズン4終盤で、ピーターはプラット殺害犯として投獄されてしまう。ニールはピーターを脱獄させる策を企てるが、その矢先、かつてニールとピーターが逮捕した知的犯罪者ダッチマンが、手助けを申し出る。ニールはダッチマンの手を借りてピーター有罪の証拠を隠滅して釈放と復職に持っていくが、ダッチマンはニールの犯行現場を録画していた。
ダッチマンはその録画を種に、ニールに巨万の富を得る鍵が隠されているという古書「モスコーニ・コデックス」の十三章のみを盗むよう強要する。ニールはピーターの目を盗んで脅迫に従うふりをしつつ「コデックス」の謎を解いてダッチマンを出し抜こうとするが、その矢先ダッチマンが、そしてピーターの後釜としてニールと組んだ捜査官シーゲルが、何者かによって殺害される。その捜査過程で、ニールが美術館で接触し、交際していたレベッカが正体を偽り、コデックスの暗号に隠されたホープ・ダイアモンドを探す元MI5であることが判明。モジーに毒を盛られ、ダイアを探し出すこととなったニールはついに、ダイアを発見。しかし、そのダイアモンドはレベッカにわたることはなく、レベッカの野望は終焉を迎える。事件後、ニールはピーターより釈放を認められたことを告げられ、回復したモジーに「もうカモを狩るようなマネはしない」と事実上の詐欺行為引退宣言を行なったが、その翌朝、「有能なため」FBIが釈放を取り消す決断をしたことを苦々しく伝える。FBIに対し怒りを隠せないニールはモジーに脱走計画を依頼するが、謎の男に拉致され、足首の追跡装置も切られてしまう

### シーズン6
ニールを誘拐した男は、レベッカとパートナーのブースで、世界最大の窃盗団「ピンク・パンサーズ」の入団テストとして、ホープ・ダイアモンドを探していた。ニールは男をうまく誘導し、FBIに自分の痕跡を残すとともに、パンサーズの拠点ともいえるケスマンビルに盗みに入ることを計画する。一方、ニールが逃走したと踏んでいたピーターだが、モジーの話や行動から誘拐された線で捜査を進めていき、ニールの意図に気付く。ニールの考えるビルへの侵入経路をモジーに推理させ、ピーターは道具を用意する男に扮し、ニールと接触。狙いがパンサーズと知り、計画を見守ることにする。一度ビルに出入りしたことのあったブースはビルに侵入することが難しく、ニールが代わりにウッドフォードのオフィスに侵入し、痕跡を残すことに成功。ブースはFBIに確保されることとなった。そしてニールはパンサーズへの潜入捜査をピーターに提案。パンサーズをとらえた場合は今度こそ釈放を認めるように要求する。だが、パンサーズにはインターポールの犬となったケラーが入り込んでおり、ピーターから共同捜査とされてしまう。終盤、パンサーズが強奪した金をくすね、山分けするとき、全ての金を独り占めしようとするケラーに撃たれニールは死んでしまう。ニールの幻を何度も見てしまうピーターは、捜査中のニールの不可解な行動から実は生きていることを知る。一人パリの街中を歩くニールの姿で締めくくられる。

## 登場人物

### 主要人物

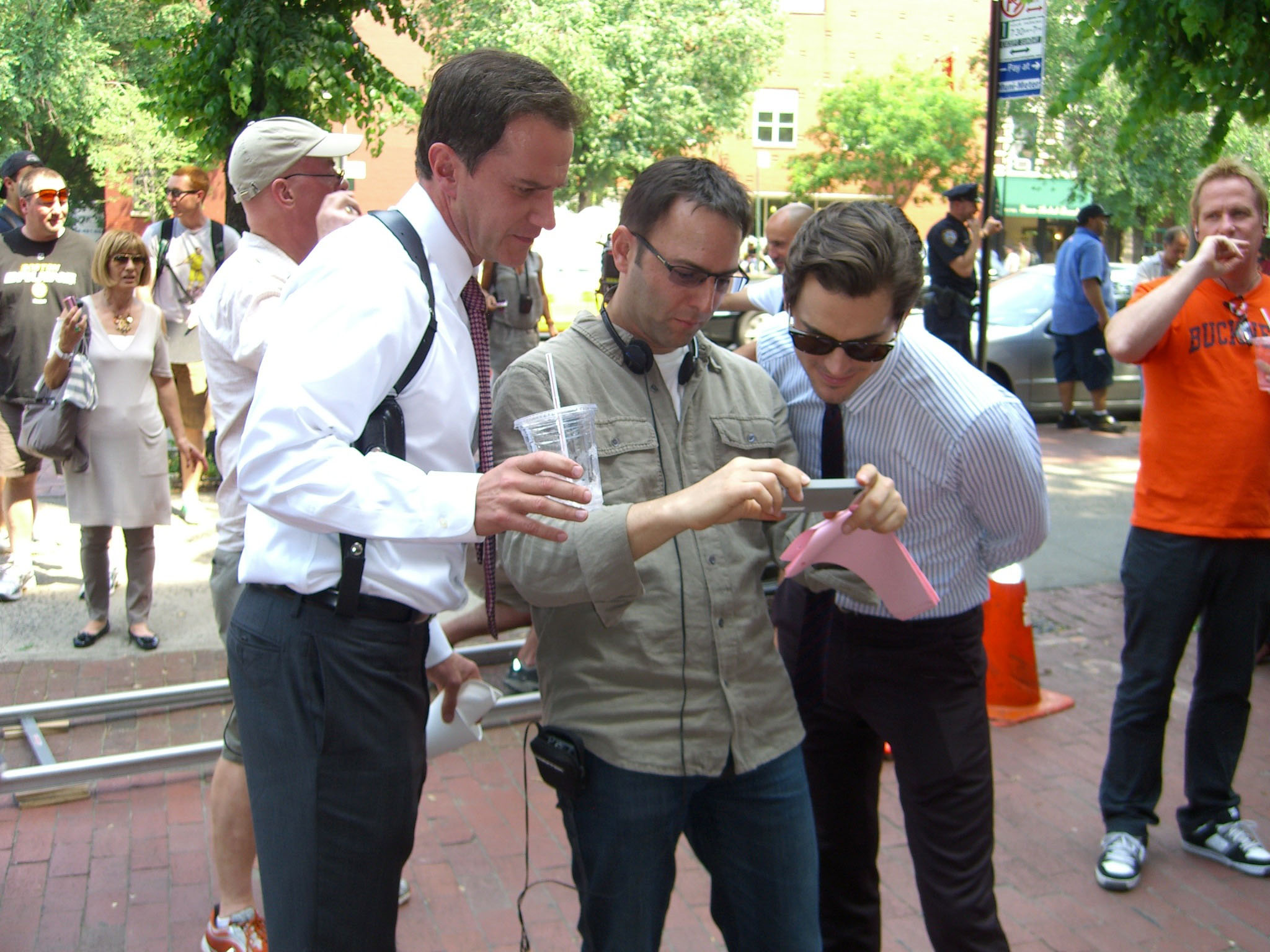
撮影に臨むニール・キャフリー役のマット・ボマーとピーター・バーク役のティム・ディケイ。

ニール・キャフリー
演 - マット・ボマー、日本語吹替 - 高橋広樹
天才的な頭脳と洗練された外見を持つ天才詐欺師。様々な知的犯罪に精通し、また裏社会の交友関係も広い。美術品の偽造にも長けており、プロの鑑定士を欺くことも朝飯前。
凄腕の詐欺師であったがピーターに逮捕される。その後、脱獄を果たすが再びピーターに逮捕され、自由と引き換えにFBIへの協力を提案、ピーターのチームにコンサルタントとして加わる。ただし、GPS付の足輪を付けているなど制限付の自由である。
姿を消した恋人・ケイトの行方を追っており、脱獄やFBIへの協力提案の理由でもある。基本的にピーターに従うものの、ケイト絡みのことに関してはしばしば暴走し、ピーターの不審を買ってしまう。ケイトの死後も残された謎のオルゴールを独自に調査を行い、結果的にFBIを出し抜く形でナチスの財宝を手に入れる。最初はケイトが自分のもとを去った理由を知るためにFBIのコンサルタントをしていたが、ケイトの死後は徐々に仕事に愛着がわきはじめ、モジーの持ちかけた財宝とともに逃亡する計画への参加の返事を渋るようになる。その一方でピーターの知らないところでモジーらと計画を練ることも多く、隠し事は絶えない。
終盤、ケラーに撃たれるが、事前に医療関係者を買収し死亡に見せかけてFBIから脱出。帽子を拾い、一人街中を歩く場面で締めくくられる。
スワヒリ語を含む8ヶ国語を話せる。
1977年3月21日生まれ牡羊座。
ピーター・バーク
演 - ティム・ディケイ、日本語吹替 - 池田秀一
FBI知能犯専門チームリーダー。
堅実な捜査能力で任務を遂行することで実績を積み上げる。最愛の妻・エリザベスの支えと長年の努力が実りニールを逮捕するが、ニールとの取引により、パートナーを組むことになる。
根が真面目なためニールに振り回されることが多く、当初は渋々付き合っていたが、次第にパートナーとして認めていく。それでもニールが自分に隠れて何かを進めていることを良く思っておらず、信じきることができないことに不満を持つ。
愛妻家であるが故に、夫婦生活と多忙な仕事の日々の両立に苦心したり、夫としての振る舞いに悩んだり、エリザベスから誤解を受けた際にはかなり動揺したりといった様子も多く見られた。
ニールの行動を瞬時に推理できるだけの能力を持ち合わせているほか、潜入捜査もそつなく行えるだけの幅広い知識を持つ。本人自身、推理や謎解きが好きな節があり、遺産の在り処の謎かけを解く時やニールの部屋に女性の気配がした時などは、楽しそうに推理を披露していた。かつてはマイナーリーグの投手だったが、肩を痛めて引退した経歴を持つ。シーズン5の序盤でワシントンへの出世の内定が出た上で、ホワイトカラーの全権を任されるが、ニールの刑期短縮が反故にされたことによりニューヨークにとどまる決断をする。
最後は死亡したニールの幻を見ながら、捜査中のニールの不可解な行動から実は生きていることを知り微笑む。
エリザベス・バーク
演 - ティファニー・ティーセン、日本語吹替 - 小林さやか
ピーターの妻。
ピーターを支える良妻。ピーターの最良の理解者であり、時に意見することもある。ニールとコンビを組むことになったピーターを最初は心配するが、次第にニールを理解して信頼するようになる。現在はイベントプランナーとして働いているが、過去に美術館に勤めていた経歴が有り、美術品に関連することが多いニールとピーターの仕事にも一歩踏み込んだ理解を持つ。ジャズが好き。仕事柄、出張も多く、家を空けることも多いため、そのたびに家事に不慣れなピーターを心配している。
人付き合いは開放的な方なのか、美術館勤務時代の職員と今でも繋がりがあったり、ピーターも知らない内にモジーと携帯でチャットをする仲になっていたりする。
犯人をおびき寄せる計画に綻びが出た時に機転を利かせたり、怪しい隣人の部屋に閉じ込められた際にニールに指示を受けながらロックされたドアをカギなしで開ける等、度胸と行動力も人一倍優れている。
モジー
演 - ウィリー・ガーソン、日本語吹替 - 多田野曜平
ニールの友人。
一見禿頭の冴えない男だが、長年プロの犯罪者として犯罪稼業で生計を立ててきたことから、様々な情報に精通し、犯罪者社会との繋がりも深い人物。ニールが必要とあれば、機密情報から最新技術まで何でも手に入れ彼を支援する。その卓越した頭脳と純粋な性格から裏社会仲間内の信頼が篤く、ニールの為には動かなくてもモジーの為なら面倒ごとでも手を貸すという者もいる程。ナチスの財宝を盗んだ張本人で、ニールに逃亡計画を持ちかけた。元々は孤児で孤児院で育った。メガネ少年だったモジーはイジメられ、校長のジェフリーズからの助言通り本を読み、生きる術を学んだ。よく著名人の言い回しを口にするのはこの経験の影響である。12歳のときにデトロイトの歯医者を名乗り賭博場を経営し大物マフィアから50万ドルをだまし取った。モジーという名前は本名ではなく、両親にもらったテティベアの「モーツァルト」が読めなかったのでモジーと呼んでいたことからきている。初めて本名が明かされたのはシーズン5第2話で、「セオドア・ウィンターズ」。
ニールが死ぬ前に渡したある物の意味に感づき、実は生きていることを悟る。

### FBI
ダイアナ・バリガン
演 - マーシャ・トマソン、日本語吹替 - 目黒未奈
FBI捜査官。ピーターの部下。
新人捜査官だが頭の回転が早くピーターから厚い信頼を受ける。レズビアンで、ニールの口説きにも動じない。外交官の娘で国外を転々とホテル暮らしが長かった。ピーターの指示で、潜入捜査に積極的に参加したり、犯人に接触することも多い。趣味は陶芸。パートナーはクリスティーだったが、シーズン4より関係が悪化し、破局。シーズン5で人工授精で息子を授かり、モジーの本名から拝借して「セオ」と命名した。
クリントン・ジョーンズ
演 - シャリフ・アトキンス、日本語吹替 - 高岡瓶々
FBI捜査官。ピーターの部下。
海軍出身でハーバード大卒のインテリであり、なおかつ高度な格闘術を持つ文武両道で緻密な分析力を有する捜査官。ニールのお目付け役で戸惑うことも多いが、次第に彼を信頼していく。
シーズン2以降になると、ニールと協力して事件の情報入手のために一芝居うったり、積極的に潜入捜査に参加したりするようになる。
初期のころは、頭の堅い真面目な一面が強調されていたが、シーズン2以降になると、ジョークを口にしたり、ピーターに軽口をたたいたりといったコミカルな一面も見せている。これらの変化について作中ではダイアナが「ニールに似てきた」と評している。
シーズン3で、かつてイザベラという女性と結婚寸前の関係までに至ったことが明かされた。
ローレン・クルーズ
演 - ナタリー・モラレス、日本語吹替 - 東條加那子
シーズン1の第2話でダイアナと交代するように異動してきた女性捜査官。捜査官としての仕事が第一の主義のため、彼女もニールの口説きには全く動じない。学生時代、ニールに関する論文を書き優秀な成績を修めたことがある。シーズン1の最後で、やはりダイアナと交代するようにいなくなった。
ギャレット・ファウラー
演 - ノア・エメリッヒ、日本語吹替 - 相沢まさき
FBIの内務監査を担当するOPR（職務責任局）捜査官。
ニールを部下にしているピーターを監視している。何かとピーターの捜査に介入し、妨害してくるため彼から警戒されている。
シーズン1で、自らもオルゴールを狙っていることを明かし、ニールを利用してオルゴールの奪取を狙う。その後、ニールとケイトをOPR所属にして国外脱出を手助けするが、最終回で彼が用意した航空機が爆発し、行方をくらます。
シーズン2ではケイトの仇かつオルゴールの秘密を知っている者としてニールとピーターに追われる。ピーターの罠に嵌り捕まるが、ある殺人で何者か（アドラー）に脅されていただけで、ケイトの死の真相やオルゴールの秘密については知らなかった。
リース・ヒューズ
演 - ジェームズ・レブホーン、日本語吹替 - 森功至
ピーターの上司。
良き上司でピーターの能力を高く評価し、またピーターも大きな信頼を寄せている。さらにニールの働きも評価している。ただ、ヒューズが現れる時は大体悪い知らせを持ってくるので、（冗談めかして）疫病神かのように思われている。ニールとピーターの規則違反寸前の捜査をある種黙認している。シーズン4の終盤に上院議員のプラットを逮捕しようと、彼の後援者を取り調べた結果、プラットの要請で動いた司法長官により早期退職を言い渡され、FBIを去った。しかしその後もピーターと喫茶店で密会し、助言を行うなど終始彼を助けた。
デイビッド・シーゲル
演 - ウォーレン・コール、日本語吹替 - 土田大
シーズン5にて、ピーターがシカゴから呼び寄せたニールの監督官。シカゴでも犯罪者をパートナーとしており、ニールとともに事件の捜査を行なった。ニールの足かせの信号を追跡するなか、ピーターも知らないニールとダッチマンとの関係を知るが、その後何者かに射殺される。

### その他
ケイト・モロー
演 - アレクサンドラ・ダダリオ、日本語吹替 - 園崎未恵
ニールの恋人。
突然行方不明となり、ニールは彼女を捜すため、脱獄やFBIへの捜査協力を決める。ニールは彼女を捜すためのヒントとなるオルゴールを追い、ついに彼女の行方を突き止める。しかし、シーズン1最終話で、ケイトの乗った航空機が爆破され、彼女は死亡する。
シーズン2でも名前はよく登場し、また過去の回想という形で直接も登場する。元はアドラーの会社のアシスタントで、ニールとは彼がアドラーに詐欺を働こうと会社に潜入した時に出会う。飛行機の爆破は本来は彼女が脱出した後に行われるはずであったことが明らかになる。
アレックス・ハンター
演 - グロリア・ヴォトシス、日本語吹替 - 田中理恵
ニールと旧知の女泥棒。
宝石や絵画を専門とする泥棒で、西洋アンティーク品にも造詣が深い。オルゴールの鍵を持っており、その謎を追う上で重要な人物。かつてニールと組んでいたことがあり、恋人関係だったこともある。ニールを出し抜くなど一人泥棒らしい利己的な側面を持ち合わす一方で、出し抜いて得た品をニールに返すなど謎が多い。出没する際には花の折り紙を現場に残す。
シーズン1終盤に登場。オルゴールの場所を知っており、条件を出してニールと共にオルゴールの盗みを敢行する。一時はニールを囮にするが、すぐにオルゴールを彼に返す。
シーズン2ではオルゴールの謎を解くため、再度ニールに協力を頼まれる。彼女自身はオルゴールの秘密を知らなかったが、やがてオルゴールを制作した潜水艦通信士ボグナーの孫娘であったことが判明する。終盤ではアドラーに捕まるが、ニール達と協力して窮地を脱する。
ジューン・エリントン
演 - ダイアン・キャロル、日本語吹替 - 羽鳥靖子
ニールの後援者。
多額の資産を持つ未亡人。亡き夫が犯罪者だったことからニールに理解を示し、彼のための住居（豪邸）などを提供している。モジーと仲が良い。
あまりストーリーには絡まないが、シーズン1第10話では仕事を持ち込んだり、シーズン2第13話では旧友のフォードが一騒動起こしたり、シーズン2第15話ではピーターに泥棒のテクニックを教えたりした。
マシュー・ケラー
演 - ロス・マッコール、日本語吹替 - 檀臣幸（シーズン1 - 3）→桐本琢也（ファイナル・シーズン）
詐欺師。
ニールをライバル視する凄腕の詐欺師。シーズン1第12話、シーズン2第14話、シーズン3第9話、第10話と何度もニールに挑戦し、逮捕されてもすぐに脱獄する。目的のためなら手段を問わず、殺人なども平然とやってのける。そしてついにエリザベスを誘拐、身代金として財宝を要求するという暴挙を行い、ニールとピーター双方を敵に回して逮捕される。が、本来の財宝の持ち主であるロシア政府に「俺が財宝を盗んだのは、ロシアに返還するため」と放言して味方につけ、ニールの「手柄」を横取りする狡猾さを見せる。
シーズン6にて、インターポールに雇われ、窃盗団「ピンク・パンサーズ」の一員として再び登場。ニールと組んでパンサーズの強奪した金をくすねるも独り占めを画策しニールを射殺、最後はピーターの追跡により射殺される。
サラ・エリス
演 - ヒラリー・バートン、日本語吹替 - 樋口あかり
保険会社スターリン・ボッシュに勤める。会社が盗まれたラファエロの絵をニールが盗んだと睨んでいる。シーズン2より登場していたが、シーズン3ではレギュラーとなった。ニールと捜査をするうちに恋をし、シーズン3では恋人関係になった。シーズン4の終盤にロンドンへの栄転が決まり、ニールとの関係は途絶えてしまう。
カーティス・ヘイガン
演 - マーク・A・シェパード、日本語吹替 - 谷昌樹
シーズン1第1話にてニールとピーターが初めて組んだ事件で捕まった偽造家。通称「ダッチマン」
この事件の後服役していたが、シーズン5にて再登場。拘留されたピーターを釈放する代わりにニールにとある盗みをさせ、その様子を盗撮。徐々にニールの毎日に影を落とすこととなる。その後「モスコーニ・コデックス」と呼ばれる古い書物の第13章をニールに盗ませた。その後何者かに射殺される。
ヴィンセント・アドラー
演 - アンドリュー・マッカーシー、日本語吹替 - 森田順平
詐欺師。シーズン2における敵役でオルゴールを巡る一連の黒幕。
かつてニールが狙った標的の1人。当時のアドラーは大物投資家で、顧客だけでなく社員からも多額の投資を集めていた。ニールはその金を狙ってアドラーの部下になるが、同僚だったケイトにニールが惚れたことにより詐欺計画は失敗。しかもその矢先にアドラーは莫大な投資金を持ち逃げして行方をくらませ、顧客だけでなくニールやケイトたち社員にまで被害を与えた。
財宝を積んで沈んだナチス潜水艦乗組員の子孫で、潜水艦のこととオルゴールのことを知っていた。財宝を手にするためファウラーやケイトを操作する。シーズン2終盤でニールとピーターを拉致し、潜水艦に仕掛けられた爆弾を解除させ、財宝を手にする。しかし、ニールを撃とうとしたところでピーターに射殺される。
エレン・パーカー
演 - ジュディス・アイヴィー、日本語吹替 - 火野カチ子
シーズン3終盤で登場したニールの父の警官時代のパートナー。ニールの父が行った汚職を調べて、それについての資料をどこかへ隠し、その場所のヒントをビデオレターで残した。証人保護を受けているためエレンという名前は偽名である。シーズン4でニールに「サム」というニールの父をよく知る人物を紹介するはずだったが、何者かに殺害される。
サミュエル・フェルプス/ ジェームズ・ベネット
演 - トリート・ウィリアムズ、日本語吹替 - 菅生隆之
通称「サム」。エレンがニールに紹介した元警察官。ニールの父とは警察学校の同期で彼をよく知る人物。エレンの事件を追っており、物語における重要な秘密を握る人物でFBIの捜査介入を異常なまでに嫌う。
テレンス・プラット
演 - タイタス・ウェリヴァー、日本語吹替 - 広瀬彰勇
上院議員で元警察官。かつてのワシントン警察でエレンやサムの上司。ニールとピーターはプラットの不可解な行動から過去の汚職を隠そうとするエレン絡みの事件の黒幕と睨む。しかし、シーズン4最終話にて銃殺される。
レベッカ・ロウ
演 - ブリジット・リーガン、日本語吹替 - 御沓優子
シーズン5にて登場。ニールが「モスコーニ・コデックス」を盗んだ際、接触した美術館職員。後にニールとともにモスコーニの隠された暗号を解読することになる眼鏡をかけた野暮ったい女性。本名レイチェル・ターナー。モスコーニを通じてニールと親しい関係になる。しかし、実は元MI5のエージェントの犯罪者であり、シーゲルとヘイガンを殺害した犯人として捕らえられるが、その後脱獄してシーズン5最終回でニールたちの前に立ちはだかり「モジーに致死量の猛毒を注射し、ダイヤと引き換えに解毒剤を渡す」と告げる。シーズン6第1話にてピーターが刑務所から呼び寄せられてニールが拉致されたことを話して協力を求めるも、レベッカは報酬を要求するがピーターはそれを拒絶し、「ニールを救う償いのチャンスだ」と説得される。刑務所に送還される際、捜査員の銃を強奪し自殺を図るも射殺された。
アラン・ウッドフォード
演 - ゲイヴィン・リー、日本語吹替 - 三上哲
シーズン6にて登場する世界最大の窃盗団「ピンク・パンサーズ」のリーダー。入団希望者に腕試しとして窃盗を要求する。自身のオフィスに侵入したニールの入団を認めた。空港の準備銀行を襲う計画を進めており、核兵器以外の武器を集めていたが、ニールの提案によりピーターが考えたエアシューターを使う強奪計画に変更するが、その計画自体FBIの罠であり、最終的に身柄を拘束され、終身刑となった。

## スタッフ
製作総指揮・脚本：ジェフ・イースティン
制作：20世紀フォックス

## エピソード一覧

### シリーズ一覧
| シーズン | エピソード数 | 米国での放送日 | 米国での放送日 |
| シーズン | エピソード数 | 初回           | 最終回         |
| -------- | ------------ | -------------- | -------------- |
| 1        | 14           | 2009年10月23日 | 2010年03月09日 |
| 2        | 16           | 2010年07月13日 | 2011年03月08日 |
| 3        | 16           | 2011年06月07日 | 2012年02月28日 |
| 4        | 16           | 2012年07月10日 | 2013年03月05日 |
| 5        | 13           | 2013年10月17日 | 2014年01月30日 |
| 6        | 6            | 2014年11月06日 | 2014年12月18日 |
| 全体     | 81           | 2009年10月23日 | 2014年12月18日 |

### シーズン1 （2009年 - 2010年）
| 通算 | 話数 | 日本語版の題名     | 原題             | 監督              | 米国放送日     | 視聴者数 (万人) |
| ---- | ---- | ------------------ | ---------------- | ----------------- | -------------- | --------------- |
| 1    | 1    | 天才詐欺師は捜査官 | Pilot            | Bronwen Hughes    | 2009年10月23日 | 540             |
| 2    | 2    | ドレスの秘密       | Threads          | Dennie Gordon     | 2009年10月30日 | 508             |
| 3    | 3    | 売られた聖書       | Book of Hours    | John T. Kretchmer | 2009年11月06日 | 385             |
| 4    | 4    | 狙われた帰国       | Flip of the Coin | Timothy Busfield  | 2009年11月13日 | 428             |
| 5    | 5    | 父の遺志           | The Portrait     | Allan Arkush      | 2009年11月20日 | 456             |
| 6    | 6    | 男と女の身元       | All In           | John T. Kretchmer | 2009年11月27日 | 440             |
| 7    | 7    | はめられた捜査官   | Free Fall        | Kevin Bray        | 2009年12月04日 | 555             |
| 8    | 8    | 殺人部屋の捜索     | Hard Sell        | John T. Kretchmer | 2010年01月19日 | 470             |
| 9    | 9    | 消した証拠         | Bad Judgment     | John T. Kretchmer | 2010年01月26日 | 430             |
| 10   | 10   | 致命的な症状       | Vital Signs      | Dennie Gordon     | 2010年02月02日 | 289             |
| 11   | 11   | 逃げる女           | Home Invasion    | Ken Girotti       | 2010年02月09日 | 383             |
| 12   | 12   | ライバルの出現     | Bottlenecked     | Phil Abraham      | 2010年02月23日 | 357             |
| 13   | 13   | 外されたGPS        | Front Man        | Michael Smith     | 2010年03月02日 | 348             |
| 14   | 14   | 運命のオルゴール   | Out of the Box   | Kevin Bray        | 2010年03月09日 | 404             |

### シーズン2 （2010年 - 2011年）
| 通算 | 話数 | 日本語版の題名   | 原題                     | 監督               | 米国放送日     | 視聴者数 (万人) |
| ---- | ---- | ---------------- | ------------------------ | ------------------ | -------------- | --------------- |
| 15   | 1    | 再起をかけた追跡 | Withdrawal               | ティム・マシスン   | 2010年07月13日 | 429             |
| 16   | 2    | 闇への潜入       | Need to Know             | Sanford Bookstaver | 2010年07月20日 | 396             |
| 17   | 3    | 昔の手口         | Copycat Caffrey          | Paul Holahan       | 2010年07月27日 | 372             |
| 18   | 4    | お喋りな仲介人   | By the Book              | Michael Smith      | 2010年08月03日 | 410             |
| 19   | 5    | 逃げゆく真相     | Unfinished Business      | Tricia Brock       | 2010年08月10日 | 400             |
| 20   | 6    | 非道なビジネス   | In the Red               | David Straiton     | 2010年08月17日 | 448             |
| 21   | 7    | 囚人のジレンマ   | Prisoner's Dilemma       | Vincent Misiano    | 2010年08月24日 | 460             |
| 22   | 8    | 危ない復讐       | Company Man              | Rosemary Rodriguez | 2010年08月31日 | 444             |
| 23   | 9    | 次の標的         | Point Blank              | Kevin Bray         | 2010年09月07日 | 472             |
| 24   | 10   | 街角のトリック   | Burke's Seven            | Michael Smith      | 2011年01月18日 | 381             |
| 25   | 11   | 深夜の告白       | Forging Bonds            | John T. Kretchmer  | 2011年01月25日 | 390             |
| 26   | 12   | 奪還作戦         | What Happens in Burma... | John T. Kretchmer  | 2011年02月01日 | 346             |
| 27   | 13   | 最後の花火       | Countermeasures          | Michael Smith      | 2011年02月08日 | 346             |
| 28   | 14   | 仕組まれた取引   | Payback                  | Russell Lee Fine   | 2011年02月22日 | 327             |
| 29   | 15   | おとり捜査       | Power Play               | Jeff F. King       | 2011年03月01日 | 330             |
| 30   | 16   | 財宝の行方       | Under the Radar          | John T. Kretchmer  | 2011年03月08日 | 381             |

### シーズン3 （2011年 - 2012年）
| 通算 | 話数 | 日本語版の題名         | 原題                   | 監督                       | 米国放送日     | 視聴者数 (万人) |
| ---- | ---- | ---------------------- | ---------------------- | -------------------------- | -------------- | --------------- |
| 31   | 1    | 現金輸送作戦           | On Guard               | Russell Lee Fine           | 2011年06月07日 | 390             |
| 32   | 2    | 遺書に秘めた謎         | Where There's a Will   | Sanford Bookstaver         | 2011年06月14日 | 371             |
| 33   | 3    | 情報源を探せ           | Deadline               | Michael Smith              | 2011年06月21日 | 367             |
| 34   | 4    | デトロイトの歯医者     | The Dentist of Detroit | Dennie Gordon              | 2011年06月28日 | 372             |
| 35   | 5    | 狙われた男たち         | Veiled Threat          | Paul Holahan               | 2011年07月05日 | 419             |
| 36   | 6    | ニール2世              | Scott Free             | Tricia Brock               | 2011年07月12日 | 384             |
| 37   | 7    | 犯人を誘い出せ         | Taking Account         | Michael Smith              | 2011年07月19日 | 418             |
| 38   | 8    | 鉱山からの告発         | As You Were            | David Straiton             | 2011年07月26日 | 389             |
| 39   | 9    | 戻ってきたライバル     | On the Fence           | Paul Holahan               | 2011年08月02日 | 371             |
| 40   | 10   | 48時間の決断           | Countdown              | John Kretchmer             | 2011年08月09日 | 430             |
| 41   | 11   | ライバルの自供         | Checkmate              | John Kretchmer             | 2012年01月17日 | 323             |
| 42   | 12   | 父の弱み               | Upper West Side Story  | Russell Lee Fine           | 2012年01月24日 | 347             |
| 43   | 13   | 怪しい隣人             | Neighborhood Watch     | アンドリュー・マッカーシー | 2012年01月31日 | 304             |
| 44   | 14   | 名器の秘密             | Pulling Strings        | Anton Cropper              | 2012年02月07日 | 247             |
| 45   | 15   | ホームランボールを奪え | Stealing Home          | ティム・ディケイ           | 2012年02月21日 | 231             |
| 46   | 16   | 自由への想い           | Judgment Day           | Russell Lee Fine           | 2012年02月28日 | 255             |

### シーズン4 （2012年 - 2013年）
| 通算 | 話数 | 日本語版の題名           | 原題                   | 監督                           | 米国放送日     | 視聴者数 (万人) |
| ---- | ---- | ------------------------ | ---------------------- | ------------------------------ | -------------- | --------------- |
| 47   | 1    | 指名手配犯ニール         | Wanted                 | Paul Holahan                   | 2012年07月10日 | 321             |
| 48   | 2    | もう1人の指名手配犯      | Most Wanted            | Paul Holahan                   | 2012年07月17日 | 298             |
| 49   | 3    | 友情の代償               | Diminishing Returns    | Stefan Schwartz                | 2012年07月24日 | 301             |
| 50   | 4    | 万が一のチャンス         | Parting Shots          | ロバート・ダンカン・マクニール | 2012年07月31日 | 282             |
| 51   | 5    | 危うい交換条件           | Honor Among Thieves    | アーリーン・サンフォード       | 2012年08月14日 | 293             |
| 52   | 6    | モジーとスパイ伝説       | Identity Crisis        | David Straiton                 | 2012年08月21日 | 389             |
| 53   | 7    | 敵は敏腕フィクサー       | Compromising Positions | Paul Holahan                   | 2012年08月28日 | 336             |
| 54   | 8    | 刑務所から来たハンター   | Ancient History        | Russell Lee Fine               | 2012年09月04日 | 338             |
| 55   | 9    | ホワイトカラーボクシング | Gloves Off             | レニー・ハーリン               | 2012年09月11日 | 380             |
| 56   | 10   | 近くて遠い2人            | Vested Interest        | Russell Lee Fine               | 2012年09月18日 | 341             |
| 57   | 11   | ファミリービジネス       | Family Business        | Paul Holahan                   | 2013年01月22日 | 277             |
| 58   | 12   | 動き出した黒幕           | Brass Tacks            | Anton Cropper                  | 2013年01月29日 | 261             |
| 59   | 13   | 眠らぬエンパイア･シティ  | Empire City            | ティム・ディケイ               | 2013年02月05日 | 228             |
| 60   | 14   | 夢見る泥棒               | Shoot the Moon         | Russell Lee Fine               | 2013年02月19日 | 242             |
| 61   | 15   | “オリジナル”の意味       | The Original           | John Kretchmer                 | 2013年02月26日 | 212             |
| 62   | 16   | すべては箱の中に         | In the Wind            | Russell Lee Fine               | 2013年03月05日 | 236             |

### シーズン5 （2013年 - 2014年）
| 通算 | 話数 | 日本語版の題名       | 原題                   | 監督               | 米国放送日     | 視聴者数 (万人) |
| ---- | ---- | -------------------- | ---------------------- | ------------------ | -------------- | --------------- |
| 63   | 1    | 危険な取引           | At What Price          | Stefan Schwartz    | 2013年10月17日 | 253             |
| 64   | 2    | テディ･ウィンターズ  | Out of the Frying Pan  | Roger Kumble       | 2013年10月24日 | 213             |
| 65   | 3    | 最後の張り込み       | One Last Stakeout      | Russell Lee Fine   | 2013年10月31日 | 238             |
| 66   | 4    | 犯行は意のままに     | Controlling Interest   | Kevin Bray         | 2013年11月07日 | 224             |
| 67   | 5    | 御曹司の帰還         | Master Plan            | Jeff F. King       | 2013年11月14日 | 221             |
| 68   | 6    | 氷上のヒロイン       | Ice Breaker            | エリック・ストルツ | 2013年11月21日 | 249             |
| 69   | 7    | ワケありな訪問者     | Quantico Closure       | ウィリー・ガーソン | 2013年12月05日 | 212             |
| 70   | 8    | Tレックスを捜せ      | Digging Deeper         | Sanford Bookstaver | 2013年12月12日 | 209             |
| 71   | 9    | 過ちの正し方         | No Good Deed           | Charlotte Sieling  | 2013年12月19日 | 252             |
| 72   | 10   | 写本の真相           | Live Feed              | John Kretchmer     | 2014年01月09日 | 281             |
| 73   | 11   | 愛とダイヤと嘘       | Shot Through the Heart | Doug Hannah        | 2014年01月16日 | 265             |
| 74   | 12   | マネーゲーム         | Taking Stock           | ティム・ディケイ   | 2014年01月23日 | 275             |
| 75   | 13   | ホープダイヤの在り処 | Diamond Exchange       | Russell Lee Fine   | 2014年01月30日 | 299             |

### シーズン6 （2014年）
| 通算 | 話数 | 日本語版の題名     | 原題                   | 監督               | 米国放送日     | 視聴者数 (万人) |
| ---- | ---- | ------------------ | ---------------------- | ------------------ | -------------- | --------------- |
| 76   | 1    | 残された時間       | Borrowed Time          | John Kretchmer     | 2014年11月06日 | 154             |
| 77   | 2    | 自由をつかむために | Return to Sender       | Martha Mitchell    | 2014年11月13日 | 136             |
| 78   | 3    | 詐欺師の宿命       | Uncontrolled Variables | Sanford Bookstaver | 2014年11月20日 | 138             |
| 79   | 4    | モジーと謎の美女   | All is Fair            | Paul Holahan       | 2014年12月04日 | 159             |
| 80   | 5    | 2匹のモグラ        | Whack a Mole           | Jeff F. King       | 2014年12月11日 | 157             |
| 81   | 6    | さようならニール   | Au Revoir              | Sanford Bookstaver | 2014年12月18日 | 186             |

## 続編
2020年5月に製作プロデューサーのイースティンが、ツイッター（現エックス）上で「マット・ボマーと、いい話をしたよ。『また一緒にホワイトカラーの続編を作ろうかな。』とね。」とツイートしている。しかし、当時の段階では新型コロナウィルスの世界的な流行もあってか、具体的な進展は見られていなかった。
上記の投稿から4年経った、2024年6月に本作の続編が制作されることが決定。イースティン、ボマー、ディケイ、ティーセンが記者会見に臨み、続編の制作を発表した。イースティンは、新作のタイトル名を『ホワイトカラー ルネサンス』と述べた。